# Moussa Arafat
Moussa (o Musa) Arafat (pronuncia: Mūsā ʿArafāt; in arabo موسى عرفات‎?; Giaffa, 23 gennaio 1940 – Gaza, 7 settembre 2005) è stato un militare palestinese.
Era il cugino dell'allora Presidente dell'Autorità Nazionale Palestinese, Yasser Arafat, sebbene alcune fonti lo indicano come il nipote. Anche l'anno di nascita non è certo, venendo spesso riportato come il 1941.

## Biografia
Nel 2003 Il Maggior generale "Musa Arafat al-Qudwa" rimase ferito da un'esplosione a causa di razzi lanciati nel suo ufficio, come fu da lui sostenuto, da avversari politici palestinesi. 

Nel luglio 2004 fu posto al vertice della Guardia Nazionale Palestinese. Tale nomina, unitamente ai sospetti di corruzione rivolti verso la famiglia di Arafat, furono in parte alla base di intensi scontri armati per le strade di Gaza fra i militanti delle Brigate dei Martiri di al-Aqsa ed i combattenti fedeli a Fatah, la fazione che faceva capo al Presidente Arafat.

In seguito alle proteste ed alle violenze, dopo soli tre giorni, Yasser Arafat rimise mano agli apparati di sicurezza a Gaza, ed insediò Abdel-Razek al-Majaideh alla carica di direttore generale della sicurezza della Cisgiordania e della Striscia di Gaza, rimuovendo il cugino dall'incarico cui era appena stato assegnato, nominandolo però Capo della sicurezza nella Striscia. 

Nell'ottobre del 2004, assieme ad un alto ufficiale delle forze di sicurezza, scampò ad un'autobomba lanciata contro il suo convoglio. Per l'episodio vennero accusate le Forze di Difesa Israeliane, che però rigettarono qualsiasi addebito.
Musa Arafat, nell'aprile del 2005, fu rimosso dalla sua posizione di capo della sicurezza, e nominato consigliere per gli affari militari, con un grado ministeriale.
Nel periodo precedente al ritiro delle truppe e degli insediamenti israeliani dalla Striscia di Gaza, deciso il 14 agosto 2005 dal premier israeliano Ariel Sharon all'interno del Piano di disimpegno unilaterale israeliano, a Gaza e nella West Bank scoppiò una lotta di potere all'interno delle fazioni palestinesi rivali.

## Uccisione
Poco prima delle cinque del mattino del 7 settembre 2005, alcune decine di uomini incappucciati, fra gli 80 ed i 100 individui, a bordo di circa una ventina di veicoli, ed armati con lanciagranate anticarro, attaccarono l'abitazione di Musa Arafat, a Gaza. Dopo uno scontro a fuoco con Arafat, lo costrinse ad uscire allo scoperto, colpendolo a morte. Nell'azione vennero rapite dal commando tre guardie del corpo ed il figlio maggiore di Arafat, il ventinovenne Manhal.
Nonostante la casa di Arafat fosse vicina al quartier generale delle forze di sicurezza, ed a soli 3-400 metri dalla residenza del Presidente dell'ANP, Mahmūd Abbās, secondo quanto riportato dai media la polizia arrivò sul luogo dell'evento non prima delle sette del mattino, ossia due ore dopo l'accaduto.
I tre uomini della scorta vennero rilasciati dopo poco, mentre Manhal, maggiore dell'intelligence militare palestinese, venne trattenuto per un giorno, prima di essere consegnato ad una delegazione governativa egiziana a Gaza.

## Conseguenze dell'assassinio
Abu Abir, un portavoce dei Comitati Popolari di Resistenza, rivendicò le responsabilità per l'omicidio di Arafat, sostenendo che fosse stato ucciso "perché aveva sulla sua coscienza corruzione, ruberie e uccisioni", quindi come punizione per la corruzione dilagante, non essendo stato adottato alcun provvedimento contro di lui da parte delle forze di sicurezza palestinesi. 

Mahmūd Abbās si impegnò ad individuare gli assassini di Musa Arafat, lasciando però nel tempo cadere le sue parole nel vuoto. I principali sospettati furono i gruppi nascenti della galassia dei movimenti palestinesi. In particolare, ovviamente, i Comitati Popolari di Resistenza, formati in prevalenza da fuoriusciti di Fatah che accusavano la dirigenza palestinese di ruberie e corruzione. Di fatto non vennero intraprese azioni concrete per individuare e condannare i mandanti dell'uccisione, da molti individuati negli ambienti vicini alla nuova dirigenza dei servizi di sicurezza. Di fatto tale operazione si inserì nel contesto della lotta di potere scatenatasi all'interno di Fatah a seguito della morte di Yasser Arafat.

### Video
- Gaza official escapes bomb blast (ram), BBC News Online, 13 ottobre 2004 (in inglese);
- Palestinian security chief shot dead (ram), BBC News Online, 7 settembre 2005 (in inglese).